# Лемешівка (Хмільницький район)
Ле́мешівка — село в Україні, у Калинівській міській громаді Хмільницького району Вінницької області. Населення становить 659 осіб.

## Географія
Село розташоване у північній частині Вінницької області, Хмільницького району, Калинівської ОТГ. В геолого-геоморфологічному відношенні село лежить в межах Українського кристалічного щита, на південно-західних схилах Придніпровської височини з абсолютними висотами 250-300 м.  Корисні копалини представлені жовтими глинами та пісками, які місцеве населення використовує для власних потреб. Селом протікає річка Гнилоп'ята, права притока Постолової. Клімат помірно-континентальний. Середня температура січня -5˚С, середня температура липня +24˚С.

## Історія села
Село Лемешівка відоме з XVII ст. Свою назву воно взяло від заняття поселенця, що перший вподобав цей куточок Поділля. На горбочку, біля ставу, він побудував кузню і почав виготовляти різний сільськогосподарський реманент. І першим таким знаряддям був леміш. Звідси й пішла назва села — Лемешівка. Кузня притягувала до себе люд із навколишніх сіл, і село почало швидко розростатись.
У 1807 р. з'явились перші будови — церква, згодом і костьол. Потім відкрила двері і невеличка приходська школа, завдяки тому, що село розташоване на перехресті доріг, воно зростало і зростало. У середині XIX століття маєток було куплено Володимиром Спасовичом. У 1900 р. тут було 190 селян, яким належало 450 га землі. Панська родина Спасовичів володіла 1460 га землі, церква 50 га. Спасовичі побудували великий маєток, у якому з 1934 по 1993 рр. була середня школа, а згодом — монастир.
На початку 1918 р. в с. Лемешівка створено ревком, який займався розподіленням землі. Із володінь пана Спасовича селяни одержали 1160 га. В 1924 р. організували сільську раду. 12 квітня 1931 р. створено колгосп «Червоний Жовтень».
Першими колгоспниками були Андрій Сікал, Андрій Обревко, Федір Степанюк. Перший голова — Адольф Юрківський. Пізніше колгосп очолював Адам Даровський, згодом А. П'ятківський. До села почала надходити техніка, готувались механізаторські кадри. Першими механізаторами були О. Ващук, С. Калинський, ю Р. Юрківський, М. Ящук та багато інших. В 1940 р. в колгоспі налічувалося 100 плугів, понад 300 коней, одна парова молотарка, електродвигун, чимало поросят, волів, корів. Мирна праця людей була перервана війною. В боях за визволення від нацистського поневолення брали участь понад 400 селян, 90 з них не повернулися з поля битви.
Окупація села тривала 2,5 роки. Німці виганяли людей з будинків, забирали майно, худобу. Тих, хто залишався в селі, гнали на роботу, відправляли в Німеччину.
8 березня 1944 року визволено Лемешівку, Райки, Люлинці, Кутищі, Адамівку та інші села. Після вигнання нацистів колгосп відновив свою роботу. Жінки та підлітки сіяли, орали, будували. Найбільшого піднесення економіка колгоспу досягла за Забужанського, який головував 14 років (1944—1958 рр.). В село прийшов достаток. В 1945—1959 рр. головою сільської ради працював Йосип Іванович Сорочинський.
У 1959 р. відбулось розширення колгоспу — приєднали Райки та Адамівку. Голова колгоспу — С. А. Гоц (1958—1959 рр.). З 1960 р. Улян Іванович Михальченко працює головою сільської ради (до 1977 р.).
У 1987 р. до господарства приєднали М. Кутища. Об'єднаному колгоспу дали назву «Україна».
З кожним роком все кращими ставали село і колгоспи. Так, в 1953 році налічувалось 375 дворів, 813 членів колгоспу. Поголів'я свиней — 338. Врожайність зернових з 1 га — 23,8 ц. Автомашин — 5,тракторів — 8.
1962 р. — 702 двори, 1419 членів колгоспу. Поголів'я свиней — 1146. Врожайність зернових з га — 43,5 ц. Значно збільшився автотракторний парк колгоспу, у якому було 13 автомашин, 17 тракторів. Головами колгоспу з 1959 по 1966 рік були П. Д. Сокор та О. В. Науменко, а з 1966 року — Володимир Миронович Бондар (працював до 1992 року). За час його роботи збудовано дитячий садок в селі Лемешівка, приміщення контори колгоспу, будинок культури, фельдшерсько-акушерський пункт, побудований комбінат, продовольчий та промисловий магазини, укладена дорога з твердим покриттям, а з 1973 року село зв'язане з райцентром автобусним сполученням. Побудовано один двоповерховий житловий будинок та шість житлових будинків для молодих сімей і спеціалістів. Газифіковані села Малі Кутища та Лемешівка.
В 70-х роках колгосп «Україна» спеціалізувався на вирощуванні молочних корів для колгоспів району. Працювали представники і у тваринництві, серед яких Т.Рибак, Н.Богачук, Г.Ткаченко, Г.Матвійчук та інші. Не завжди однаково розвивалось колгоспне господарство. У 1994 р. спостерігався його незначний спадок. Зменшилась врожайність зернових та поголів'я великої рогатої худоби.
В кінці 80-х років «Україна» впевнено крокує вперед. Піднялась врожайність зернових з 1 га — 42 ц, збільшилась кількість машинно-тракторного парку. В господарстві вже налічувалось 70 тракторів, 17 комбайнів, 24 автомашини. Велику організаційну роботу в колгоспі проводив секретар парткому С. А. Гоц. Про цю людину українськими кінематографістами було знято документальний фільм.
У 1993 р. головою колгоспу стає В. О. Якобчук. А вже через рік, 12 липня 1994 року, на зборах колгоспників розділяють на два окремих колгоспи.
Згідно з указом Президента України про реформування аграрного сектора економіки 5 січня 2000 року відбулися загальні збори КСП, на яких було обрано нову форму господарювання, СТОВ «Україна». А в 2006 році СТОВ «Україна» було оголошено банкрутом, та створено нове підприємство СТОВ "Агрофірма «Вахнівка» за рахунок викуплення майнових паїв у робітників збанкрутілого СТОВ «Україна».
У 2008 році створено нові робочі місця на ЗАТ «Чернівецька птахоферма».
На території Лемешівської сільської ради є дві загальноосвітні школи — Лемешівська та Райковецька, 3 сільські клуби, 3 фельдшерсько-акушерські пункти і відділення зв'язку.
З 1999 року діє чоловічий монастир, у якому мешкає 12 монахів. Настоятелем Іоано-Богословського монастиря є архімандрит Феодосій.
12 червня 2020 року, відповідно до Розпорядження Кабінету Міністрів України № 707-р, «Про визначення адміністративних центрів та затвердження територій територіальних громад Вінницької області», увійшло до складу Калинівської міської громади.
19 липня 2020 року, в результаті адміністративно-територіальної реформи і ліквідації Калинівського району, село увійшло до складу новоутвореного Хмільницького району.

## Відомі люди
Спасович Володимир Данилович — видатний вчений-юрист, криміналіст, присяжний повірений, літературознавець, публіцист.